# Кльоново-Ґурне
Кльоново-Ґурне (пол. Klonowo Górne, нім. Ober Klanau) — село в Польщі, у гміні Пшивідз Ґданського повіту Поморського воєводства.
У 1975-1998 роках село належало до Гданського воєводства.